# Dimineața
Dimineața è stato un giornale rumeno, pubblicato per la prima volta il 19 febbraio 1990, all'epoca diretto da Alexandru Piru.
Tra i collaboratori delle prime edizioni si ricordano Grigore Traian Pop, Carmen Firan, Florin Radulescu-Botica, Ilie Serbanescu, Liviu Franga e Solomon Marcus.
Il giornale è stato diretto da persone vicine all'ex presidente della Romania, Ion Iliescu.
Dimineața è anche il nome di una pubblicazione di centro sinistra del periodo fra le due Guerre, il giornale, pubblicato all'inizio con il nome “Adevěrul de dimineața”.
Ha chiuso la redazione il 1º luglio 2005. Il suo ultimo numero pubblicato è stato il 14 giugno 2005.